# Hospice Sainte-Cunégonde

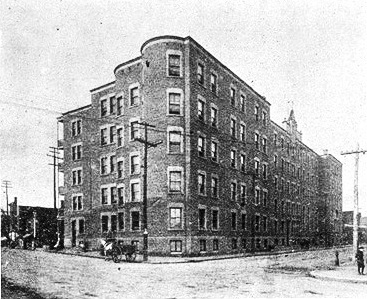
Hospice de Sainte-Cunégonde en 1902

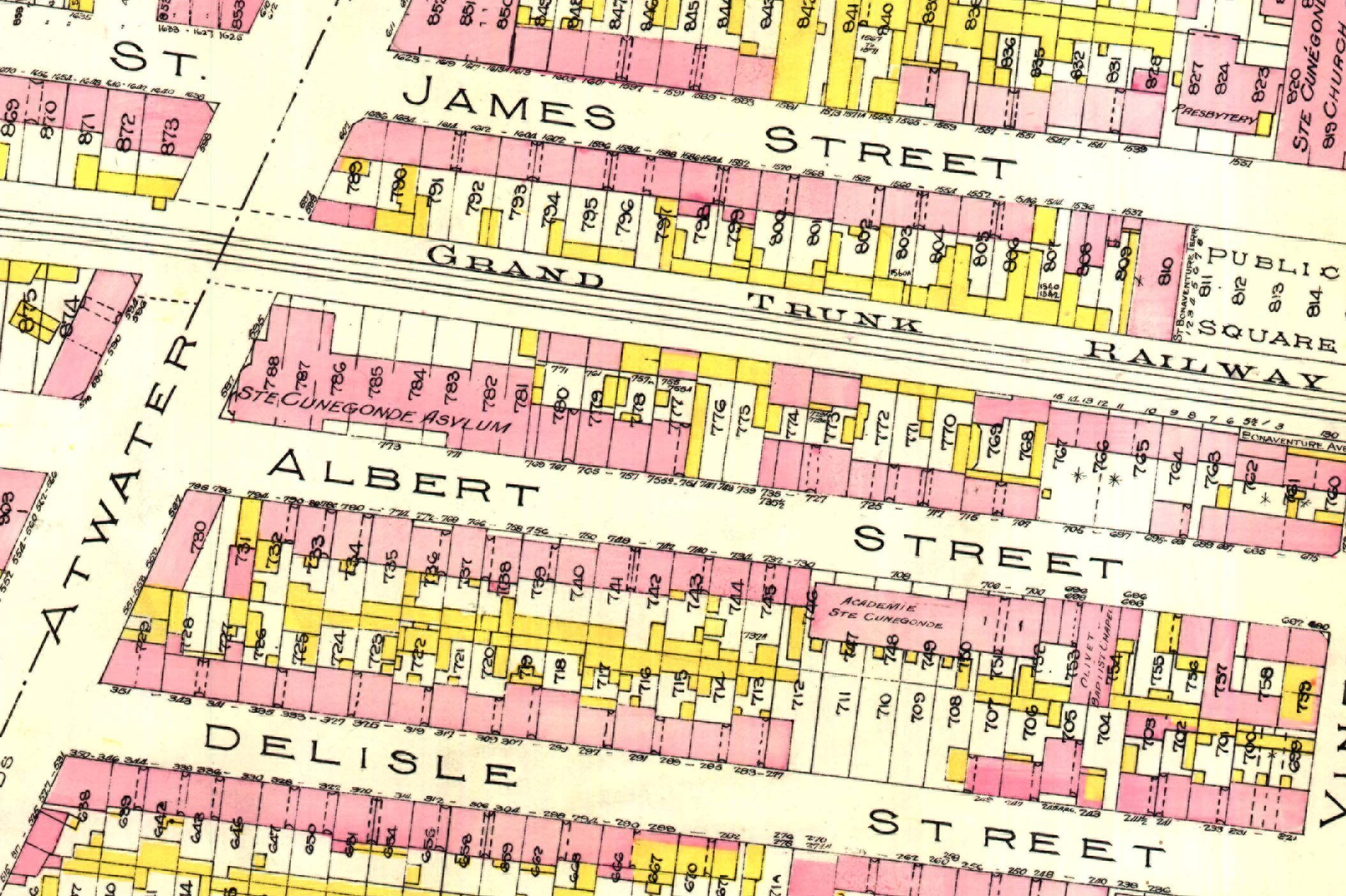
Localisation de l'hospice ("Ste. Cunegonde Asylum) d'après un atlas de Montréal publié en 1912 par la Chas. E. Goad Co.

L'hospice Sainte-Cunégonde (ou Hospice ou Asile de Sainte-Cunégonde) était un orphelinat, une crèche ou garderie, et un hospice pour personnes âgées démunies à Montréal au quartier Sainte-Cunégonde (maintenant Petite-Bourgogne), exploité par les Sœurs Grises, les Sœurs de la charité de Montréal.
L'hospice est établi en 1889 à l'ancien château Brewster, et déménage en 1896 à son propre édifice à l'angle de l'avenue Atwater et de la rue Albert, l'actuelle avenue Lionel-Groulx.
Le 15 juin 1951, l'hospice est détruit par un incendie. 35 personnes y perdent la vie, dont six religieuses,,,.